# Palomar de Bruton
El palomar de Bruton (en inglés, Bruton Dovecote) es una torre de piedra caliza construida entre los siglo XVI y XVII en Bruton, en el condado inglés de Somerset. La estructura alguna vez se usó como palomar y es posible que antes haya sido una torre de vigilancia o una torre de observación. Es un monumento clasificado de Grado II* y un monumento planificado.
Se ha asociado con la Abadía de Bruton (Bruton Abbey) y la familia Berkley, propietaria de la abadía y de los terrenos que la rodean después de la disolución de los monasterios. Se sabe que la conversión a la cría de palomas tuvo lugar alrededor de 1780. Fue adquirido por el National Trust en 1915 y desde entonces han administrado el sitio realizando diversos trabajos de restauración.

## Historia
Aunque no se conoce con precisión su fecha de construcción, la estructura se construyó en algún momento entre los siglos XV y XVII. La historiadora de la arquitectura Lydia Greeves sugiere que el edificio estuvo una vez dentro del parque de ciervos de Bruton Abbey y fue adaptado por los monjes a partir de una torre Tudor a dos aguas. Sin embargo, John y Pamela McCann, autores del libro The Dovecotes of Historical Somerset, afirman que la estructura no se construyó hasta después de la disolución de los monasterios en la década de 1530. Los autores afirman que la familia Berkley, que adquirió las tierras de la Abadía, construyó el edificio como torre de observación. La datación dendrocronológica encargada por el National Trust encontró que la madera de los marcos de las puertas y ventanas procedía de árboles talados entre 1554 y 1586.
La conversión para convertirlo en palomar tuvo lugar alrededor de 1780. Las palomas y pichones fueron históricamente una importante fuente de alimento conservada por sus huevos, carne y estiércol. Aunque actualmente parte de la estructura está en ruina sin techo y con algunas de las ventanas tapadas, anteriormente tenía una chimenea que aún se puede ver. El National Trust adquirió la propiedad absoluta de Sir Henry Hugh Arthur Hoare de los baronets Hoare, cuya sede familiar estaba en Stourhead, en 1915. Posteriormente, la torre fue designada como monumento planificado en 1953 y monumento clasificado (Grado II*) en 1961.

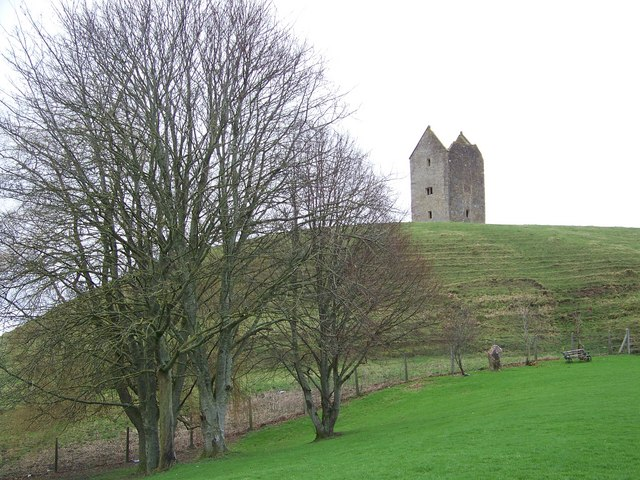
Vista del palomar desde King's School

En la década de 1980, el palomar fue inspeccionado como parte de una investigación sobre un brote de psitacosis (también conocida como enfermedad de los loros o fiebre de los loros), una enfermedad infecciosa zoonótica causada por la bacteria Chlamydophila psittaci, en la King's School contigua. No se encontró ninguna causa para la infección. En 2010 se llevaron a cabo trabajos de restauración que incluyeron reparaciones en la parte superior de las paredes; las cuales están expuestas porque el edificio ya no tiene techo. Se utilizaron amarres de pared en la esquina suroeste donde abultaba la mampostería. Además, se facilitó aparcamiento y señalización educativa. Esto fue financiado parcialmente por el ayuntamiento de South Somerset, el ayuntamiento de Bruton y el Heritage Lottery Fund hasta un monto total de £105 000.

## Localización
El palomar se encuentra en Lusty Hill, al sur de Bruton, con vistas a la ciudad. Se encuentra aproximadamente a 370 metros al sur de la Iglesia de Santa María y a 230 metros al sur de King's School. Se puede acceder a través del sendero Leland.

## Características
El palomar de Bruton es una torre cuadrada construida con piedra caliza oolítica rizada local con revestimientos de piedra de Doulting. Los muros tienen 0,8 metros de espesor en la base y la torre tiene 6 m² en planta. La portada tiene un arco ovolo moldurado de 1,8 m de altura. Esto sugiere una fecha de construcción de finales del siglo XVI o principios del XVII. Se hizo otra entrada para que entrara el ganado en una fecha posterior, pero ha sido bloqueada. Varias de las ventanas también se han revestido de piedra. En el paramento noreste había ventanas achaflanadas a dos luces con parteluz en cada piso mientras que en el muro noroeste eran ventanas de una y dos luces.
Tiene más de 200 casilleros, que se instalaron después de la construcción original, posiblemente antes de 1780. Quedan seis niveles de cajas nido; sin embargo, anteriormente había varios más, posiblemente hasta 850. Están hechos de bloques regulares de toba, cada uno de alrededor de 20,3 cm2 y 40,6 cm de profundidad.